# 葉渭渠
葉 渭渠（よう いきょ、1929年8月6日 - 2010年12月11日）は、中国の翻訳家、日本文学研究者。中国社会科学院教授、早稲田大学客員教授、学習院大学客員教授、立命館大学客員教授。川端康成の作品を初めて中国語に翻訳したことで知られる。

## 生涯
葉はホア族（ベトナムに在住する華人）であり、フランス領インドシナのサイゴン（現ホーチミン市）チョロン地区で1929年8月6日に生まれた。本貫は広東省東莞である。
1952年に香港から北京へ移り、1956年に北京大学東方言語文学科日本文学専攻を卒業した。卒業後は人民文学出版社や中国社会科学院に勤めた。
1966年に文化大革命が勃発し、葉と妻の唐月梅の全ての蔵書が紅衛兵により焼かれ、2人は労働改造のために河南省の五七幹校に送られた。1976年に文化大革命が終了し、2人は解放された。それと同時に日本文学を学び始めた。
2010年12月11日、心臓病のため北京の垂楊柳病院で死去した。

## 著作物
- 『日本文化史』[6]
- 『日本文学史』
- 『日本文学思潮史』[7]
- 『物哀与幽玄――日本人的美意识』（もののあはれと幽玄――日本人の美意識）
- 『冷艳文士――川端康成传』（冷艶文士――川端康成伝）
- 『谷崎润一郎传』（谷崎潤一郎伝）[8]

## 中国語訳
- 川端康成『雪国』[9]
- 川端康成『千羽鶴』（千羽鹤）
- 川端康成『伊豆の踊子』（伊豆的舞女）[10]
- 小林多喜二『蟹工船』

## 受賞歴
2004年、中国翻訳協会より「優秀翻訳家」（資深翻譯家）の称号を受けた。

## 私生活
1956年、中学時代からの恋人で翻訳家の唐月梅と北京で結婚した。